# Réserves de biosphère en Espagne

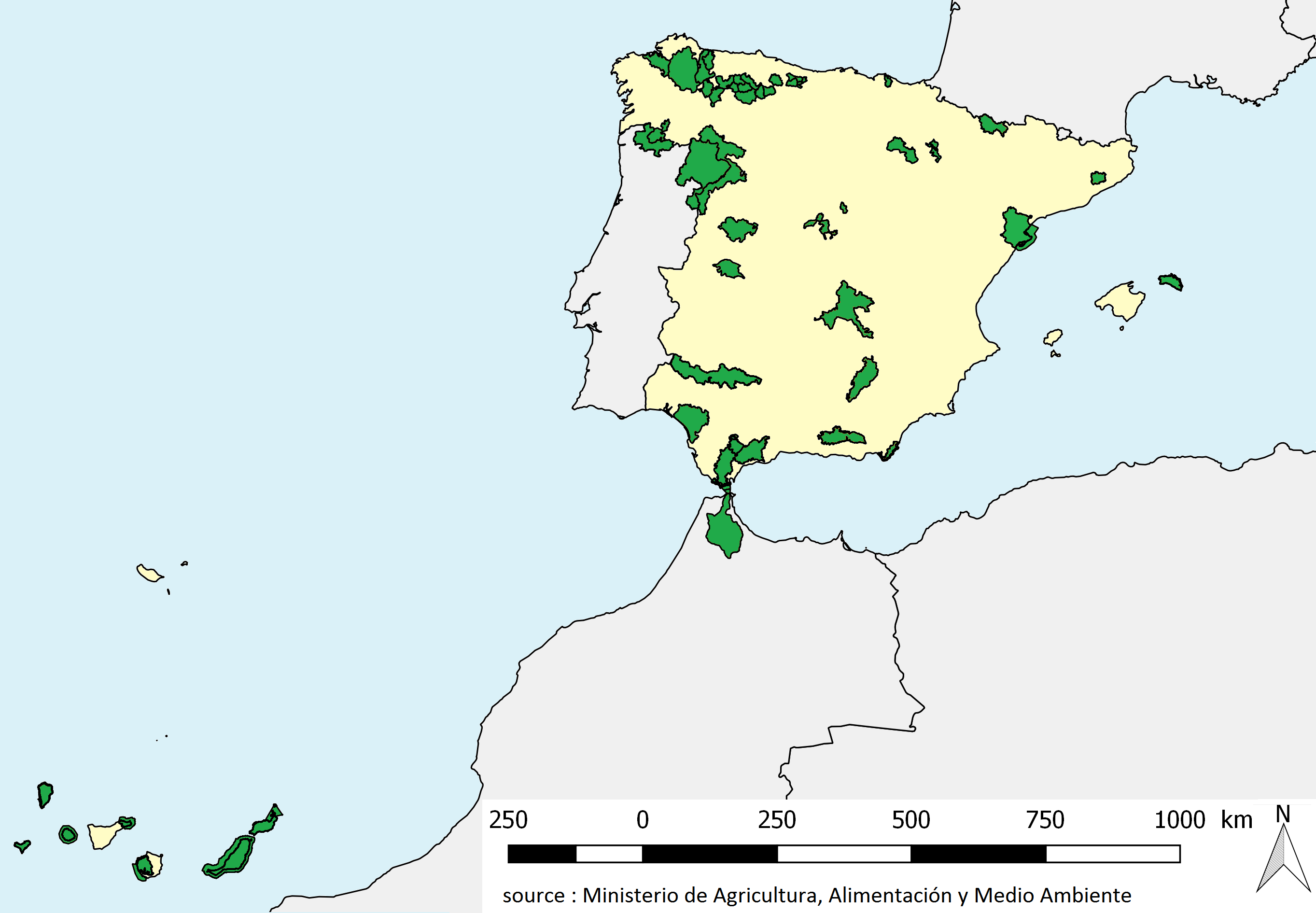
Carte des réserves de biosphère en Espagne en 2015

L'Espagne compte 53 réserves de biosphère (en espagnol : reservas de la biosfera) reconnues par l'UNESCO dans le cadre du programme sur l'homme et la biosphère en 2022.
Celles-ci occupent plus de 12 % de la surface terrestre du territoire national.
L'Espagne possède trois réserves de biosphère transfrontières avec le Portugal et la première réserve de biosphère transcontinentale avec le Maroc. 

## Organisation
Les réserves de biosphère espagnoles sont fédérées au travers du Réseau Espagnol des Réserves de Biosphère (RERB). Ce réseau est porté par l'Organisme Autonome Parcs Nationaux (OAPN) dépendant du Ministère pour la Transition Ecologique et le Défi Démographique. L'OAPN gère le secrétariat du Programme MAB en Espagne, le Comité espagnol MAB, le conseil de gestion ainsi que le Conseil Scientifique du Comité MAB.

## Liste des réserves de biosphère
| #  | Réserve de biosphère | Région                                           | Année de création | Surface (ha) | Illustration |
| -- | --- | ------------------------------------------------ | ----------------- | ------------ | ------------ |
| 1  | Réserve de biosphère de la Sierra de Grazalema                                                                                          | Andalousie                                       | 1977              | 51 695       |              |
| 2  | Réserve de biosphère d'Ordesa-Viñamala                                                                                                  | Aragon                                           | 1978              | 117 364      |              |
| 3  | Réserve de biosphère du Montseny | Catalogne                                        | 1980              | 50 167       |              |
| 4  | Réserve de biosphère de Doñana | Andalousie                                       | 1980              | 268 293,8    |              |
| 5  | Réserve de biosphère de La Mancha Húmeda                                                                                                | Castille-La Manche                               | 1980              | 418 087      |              |
| 6  | Réserve de biosphère des Sierras de Cazorla et Segura                                                                                   | Andalousie                                       | 1983              | 80 702       |              |
| 7  | Réserve de biosphère de las Marismas del Odiel (es)                                                                                     | Andalousie                                       | 1983              | 190 000      |              |
| 8  | Réserve de biosphère de La Palma | Andalousie                                       | 1983              | 25 304       |              |
| 9  | Réserve de biosphère d'Urdaibai | Pays basque                                      | 1984              | 22 041       |              |
| 10 | Réserve de biosphère de la Sierra Nevada                                                                                                | Andalousie                                       | 1986              | 173 110,8    |              |
| 11 | Réserve de biosphère de la Cuenca Alta del Manzanares (es)                                                                              | Communauté de Madrid                             | 1992              | 105 654      |              |
| 12 | Réserve de biosphère de Lanzarote | Îles Canaries                                    | 1993              | 122 610      |              |
| 13 | Réserve de biosphère de Minorque | Îles Baléares                                    | 1993              | 514 485      |              |
| 14 | Réserve de biosphère Sierra de las nieves                                                                                               | Andalousie                                       | 1995              | 93 930       |              |
| 15 | Réserve de biosphère de Cabo de Gata-Níjar                                                                                              | Andalousie                                       | 1997              | 50 000       |              |
| 16 | Réserve de biosphère d'El Hierro | Îles Canaries                                    | 2000              | 29 600,4     |              |
| 17 | Réserve de biosphère de Somiedo (future Réserve de biosphère Gran Cantábrica)                                                           | Asturies                                         | 2000              | 29 121       |              |
| 18 | Réserve de biosphère de Muniellos (es) (future Réserve de biosphère Gran Cantábrica)                                                    | Asturies                                         | 2000              | 55 657       |              |
| 19 | Réserve de biosphère de las Bardenas Reales                                                                                             | Navarre                                          | 2000              | 39 273       |              |
| 20 | Réserve de biosphère de Redes (future Réserve de biosphère Gran Cantábrica)                                                             | Asturies                                         | 2001              | 37 804       |              |
| 21 | Réserve de biosphère de las Tierras du Miño                                                                                             | Galice                                           | 2002              | 363 668,9    |              |
| 22 | Réserve de biosphère des Pâturages de la Sierra Morena                                                                                  | Andalousie                                       | 2002              | 424 400      |              |
| 23 | Réserve de biosphère de la Vallée de Laciana (es) (future Réserve de biosphère Gran Cantábrica)                                         | Castille-et-León                                 | 2003              | 21 700       |              |
| 24 | Réserve de biosphère des Pics d'Europe (future Réserve de biosphère Gran Cantábrica)                                                    | Asturies Cantabrie Castille-et-León              | 2003              | 64 315       |              |
| 25 | Réserve de biosphère de Monfragüe | Estrémadure                                      | 2003              | 116 160      |              |
| 26 | Réserve de biosphère des Vallées de Jubera, Leza, Cidacos et Alhama (es)                                                                | La Rioja                                         | 2003              | 119 669      |              |
| 27 | Réserve de biosphère de Babia (future Réserve de biosphère Gran Cantábrica) (2004)                                                      | Castille-et-León                                 | 2004              | 38 018       |              |
| 28 | Réserve de biosphère de la Grande Canarie                                                                                               | Îles Canaries                                    | 2005              | 100 458,6    |              |
| 29 | Réserve de biosphère Área de Allariz (gl)                                                                                               | Galice                                           | 2005              | 21 482       |              |
| 30 | Réserve de biosphère de la Sierra del Rincón (es)                                                                                       | Communauté de Madrid                             | 2005              | 15 230,8     |              |
| 31 | Réserve de biosphère du Alto Bernesga (es) (future Réserve de biosphère Gran Cantábrica)                                                | Castille-et-León                                 | 2005              | 33 442       |              |
| 32 | Réserve de biosphère de Los Argüellos (es) (future Réserve de biosphère Gran Cantábrica)                                                | Castille-et-León                                 | 2005              | 33 260       |              |
| 33 | Réserve de biosphère des Vallées d'Omaña et Luna (es) (future Réserve de biosphère Gran Cantábrica)                                     | Castille-et-León                                 | 2005              | 81 161,9     |              |
| 34 | Réserve de biosphère des Os Ancares Lucenses y Montes de Cervantes, Navia y Becerreá (es) (future Réserve de biosphère Gran Cantábrica) | Galice                                           | 2006              | 53 664       |              |
| 35 | Réserve de biosphère des Ancares Leoneses (es) (future Réserve de biosphère Gran Cantábrica)                                            | Castille-et-León                                 | 2006              | 56 786       |              |
| 36 | Réserve de biosphère des Sierras de Béjar et de France (es)                                                                             | Castille-et-León                                 | 2006              | 199 140,3    |              |
| 37 | Réserve de biosphère Intercontinentale de la Méditerranée (Maroc/Espagne)                                                               | Andalousie/ Maroc                                | 2006              | 907 185      |              |
| 38 | Réserve de biosphère Rivières Eo, Oscos et Terres de Burón (gl)(future Réserve de biosphère Gran Cantábrica)                            | Asturies Galice                                  | 2007              | 159 949,6    |              |
| 39 | Réserve de biosphère de Fuerteventura                                                                                                   | Îles Canaries                                    | 2009              | 354 288      |              |
| 40 | Réserve de biosphère transfrontalière de Geres/Xures (Portugal/Espagne)                                                                 | Galice/ Portugal                                 | 2009              | 330 874      |              |
| 41 | Réserve de biosphère de Las Ubiñas - La Mesa (es) (future Réserve de biosphère Gran Cantábrica)                                         | Asturies                                         | 2012              | 45 163       |              |
| 42 | Réserve de biosphère de La Gomera | Îles Canaries                                    | 2012              | 84 522,2     |              |
| 43 | Réserve de biosphère des Mariñas Coruñesas et Terres de Mandeo (gl)                                                                     | Galice                                           | 2013              | 116 724,3    |              |
| 44 | Réserve de biosphère des Terres de l'Ebre                                                                                               | Catalogne                                        | 2013              | 367 729,6    |              |
| 45 | Réserve de biosphère du Sitio real de San Ildefonso - El Espinar                                                                        | Castille-et-León                                 | 2013              | 48 727,61    |              |
| 46 | Réserve de biosphère du Massif d'Anaga                                                                                                  | Îles Canaries                                    | 2015              | 48 727,07    |              |
| 47 | Réserve de biosphère transfrontalière du Plateau Ibérique (es) (Portugal/Espagne)                                                       | Castille-et-León/ Portugal                       | 2015              | 1 132 606    |              |
| 48 | Réserve de biosphère internationale transfrontalière de Tejo/Tajo (Portugal/Espagne)                                                    | Estrémadure/ Portugal                            | 2016              | 428 176      |              |
| 49 | Réserve de biosphère de Ponga | Asturies                                         | 2018              | 20 506       |              |
| 50 | Réserve de biosphère de la Vallée du Cabriel                                                                                            | Aragon Castille-La Manche Communauté valencienne | 2019              | 421 765,93   |              |
| 51 | Réserve de biosphère de l'haute Turia                                                                                                   | Castille-La Manche Communauté valencienne        | 2019              | 67 080       |              |
| 52 | Réserve de biosphère de la Siberia | Estrémadure                                      | 2019              | 155 717,49   |              |
| 53 | Réserve de biosphère Ribeira Sacra e Serras Do Oribio e Courel                                                                          | Galice                                           | 2021              | 306 534,77   |              |
| 54 | Réserve de biosphère du Val d’Aran | Catalogne                                        | 2024              |              |              |
| 55 | Réserve de biosphère d’Irati |                                                  | 2024              |              |              |